# Slovenian Juniors
Die Slovenian Juniors (auch Slovenian Junior International genannt) sind im Badminton die offenen internationale Meisterschaften von Slowenien für Junioren und damit das bedeutendste internationale Juniorenturnier in Slowenien. Es wurde erstmals 1995 ausgetragen und findet seitdem jährlich in Mirna statt. Es finden Wettbewerbe für Junioren der Altersklasse U19 sowie Wettbewerbe für Jugendliche der Altersklassen U11, U13, U15 und U17 statt.

## Sieger der Juniorenkategorie
| Saison    | Herreneinzel         | Dameneinzel          | Herrendoppel                        | Damendoppel                            | Mixed                                |
| --------- | -------------------- | -------------------- | ----------------------------------- | -------------------------------------- | ------------------------------------ |
| 1995 2002 | keine Daten          | keine Daten          | keine Daten                         | keine Daten                            | keine Daten                          |
| 2003      | Luka Kumelj          | Urška Silvester      | Nejc Boljka Luka Kumelj             | Urška Silvester Špela Silvester        | Neven Rihtar Maja Šavor              |
| 2004      | Krasimir Jankov      | Urška Silvester      | Radoslav Simeonov Blagovest Kisyov  | Kristína Ludíková Gabriela Banova      | Krasimir Jankov Gabriela Banova      |
| 2005      | Pavel Florián        | Kristína Ludíková    | Pavel Florián Jakub Bitman          | Kristína Ludíková Dominika Koukalová   | Jakub Bitman Kristína Ludíková       |
| 2006      | Iztok Utroša         | Michaela Mathis      | Aljoša Turk Matevž Bajuk            | Marlena Flis Mariola Grządzielska      | Maciej Kowalik Marlena Flis          |
| 2007      | Luka Wraber          | Petra Petranović     | Igor Čimbur Zvonimir Hölbling       | Šárka Křížková Petra Hofmanová         | Petr Jelínek Eliška Maixnerová       |
| 2008      | Matevž Bajuk         | Natalya Voytsekh     | Milan Ludík Marek Teller            | Yuliya Kazarinova Mariya Ulitina       | Matthias Bertsch Elisabeth Baldauf   |
| 2009      | Kyrylo Leonov        | Natalya Voytsekh     | Kek Jamnik Luka Rebolj              | Mariya Ulitina Natalya Voytsekh        | Kyrylo Leonov Mariya Ulitina         |
| 2010      | Daniel van Hooijdonk | Natalya Voytsekh     | Sergiy Garist Kyrylo Leonov         | Olga Morozova Natalia Rogova           | Sergiy Garist Natalya Voytsekh       |
| 2011      | Urban Turk           | Stefani Stoeva       | Urban Turk Mitja Šemrov             | Céline Burkart Simone von Rotz         | Jaromír Janáček Lucie Černá          |
| 2012      | Alex Vlaar           | Martina Repiská      | Mitja Šemrov Simon Rebhandl         | Cheryl Seinen Imke van der Aar         | Ruben Jille Cheryl Seinen            |
| 2013      | David Peng           | Maja Pavlinić        | Alex Vlaar Ruben Wijnands           | Kader İnal Fatma Nur Yavuz             | Ruben Wijnands Tamara van der Hoeven |
| 2014      | Muhammed Ali Kurt    | Kader İnal           | Miha Ivanič Andraž Krapež           | Kader İnal Fatma Nur Yavuz             | Muhammed Ali Kurt Nazlıcan İnci      |
| 2015      | Toma Junior Popov    | Kader İnal           | Gregor Dunikowski Toma Junior Popov | Kader İnal Fatma Nur Yavuz             | Melih Turgut Fatma Nur Yavuz         |
| 2016      | Daniel Nikolov       | Tereza Švábíková     | Matěj Hubáček Jan Somerlík          | Nika Arih Petra Polanc                 | Miha Ivančič Petra Polanc            |
| 2017      | Cristian Savin       | Réka Madarász        | Philipp Drexler Jakob Sorger        | Vivien Sándorházi Tereza Švábíková     | Matěj Hubáček Berta Ausbergerová     |
| 2018      | Brian Yang           | Freya Redfearn       | William Jones Brandon Yap           | Freya Redfearn Molly Chapman           | William Jones Molly Chapman          |
| 2019      | Jan Janoštík         | Vivien Sándorházi    | Jaka Ivančič Miha Masten            | Lucie Krpatová Kateřina Zuzáková       | Mihajlo Tomić Marija Sudimac         |
| 2020      | Mads Juel Møller     | Sara Lončar          | William Kryger Boe Mads Vestergaard | Mette Werge Clara Løber                | Mads Vestergaard Clara Løber         |
| 2021      | Kai Niederhuber      | Mihaela Chepisheva   | Simon Bailoni Christian Tomic       | Lena Rumpold Emily Wu                  | Kai Niederhuber Emily Wu             |
| 2022      | Zhu Xuanchen         | Yuan Anqi            | Chen Yijiang Xu Huayu               | Li Qian Luo Yi                         | Shen Xuanyao Li Qian                 |
| 2023      | Pranay Shettigar     | Anja Blazina         | Mark Koroša Ziga Podgoršek          | Kateřina Koliášová Kateřina Osladilová | Patrik Hrazdíra Kateřina Osladilová  |
| 2024      | Milán Mesterházy     | Naishaa Kaur Bhatoye | Buğra Aktaş Mehmet Can Töremiş      | Nisa Nur Çimen Aleyna Korkut           | Buğra Aktaş Sinem Yıldız             |